# Karmazyn (rasa kury)

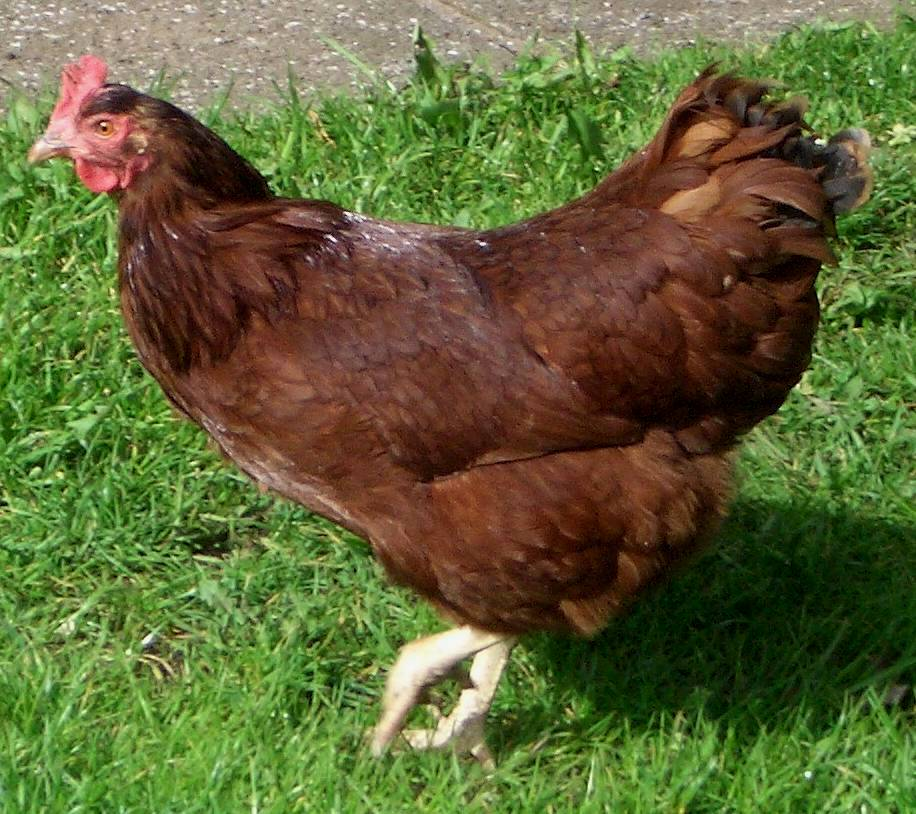
kura rasy karmazyn ("rodajlend")

Karmazyn – rasa ogólnoużytkowej kury domowej. 

## Pochodzenie
Wyhodowana w amerykańskim stanie Rhode Island pod ang. nazwą Rhode Island Red („czerwone z Rhode Island”), stąd rasa ta nazywana bywa także rodajlend. Kura ta jest symbolem stanu Rhode Island.

## Opis cech

### Wygląd
Duże (2100 g masy ciała), niepłochliwe ptaki o czerwono-brązowym lub ciemnobrązowym upierzeniu. Brzegi piór czarno-metaliczne.

### Zastosowanie
Ogólnoużytkowa. Bywa zalecana – obok ras rodzimych – do hodowli ekologicznych (na otwartym wybiegu). Nadaje się również do chowu kurcząt na rzeź. 
Kury Rhode Island Red krzyżowane z kogutem Leghorn dają potomstwo o pokroju i cechach użytkowych typowych dla kur nieśnych, a skrzyżowane z kurami ras ogólnoużytkowych np. Plymouth Rock lub Sussex potomstwo autoseksingowe (colour sex).

### Nieśność
Znoszą rocznie około 210–230 jaj o brązowej skorupie i średniej masie 59 g.